# 安迪·坎農
安迪·坎農（英語：Andy Cannon；1996年3月14日—）是一位英格蘭足球運動員。在場上的位置是中場。他現在效力於英格蘭足球甲級聯賽球隊朴茨茅斯。他在2015年轉會羅奇代爾。

## 外部連結
- 足球数据库：安迪·坎農的球员统计数据